# Naumburger Vertrag

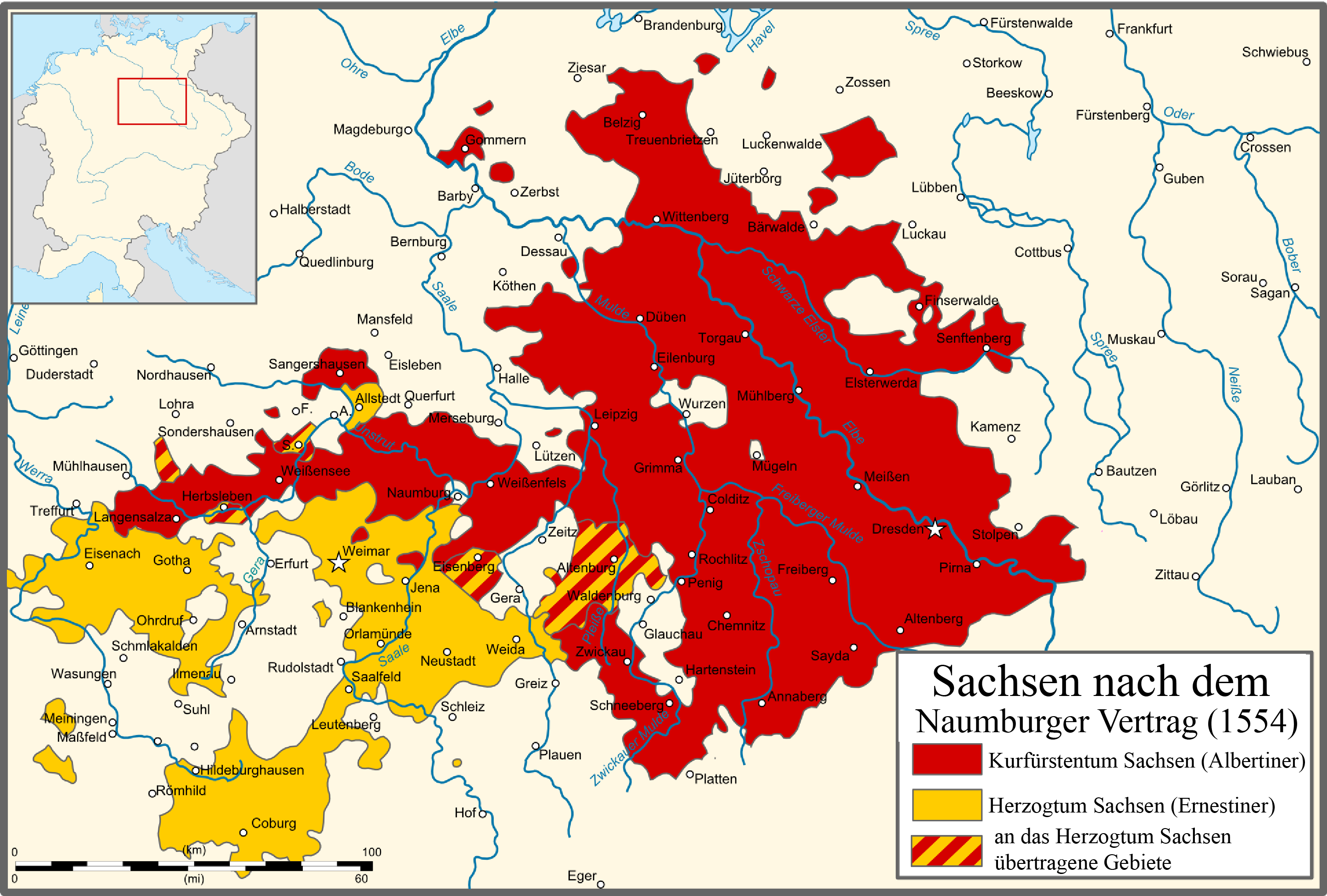
Die wettinischen Länder nach dem Naumburger Vertrag

Der Naumburger Vertrag vom 24. Februar 1554 regelte die Aufteilung der Länder des Gesamthauses Wettin auf die Linien der Albertiner und Ernestiner. Er wurde zwischen Kurfürst August von Sachsen auf albertinischer Seite und den sächsischen Herzögen Johann Friedrich II. dem Mittleren, Johann Wilhelm und Johann Friedrich III. dem Jüngeren auf ernestinischer Seite geschlossen.
Zuvor hatte der ernestinische Kurfürst Johann Friedrich der Großmütige aufgrund der Bestimmungen der Wittenberger Kapitulation vom 19. Mai 1547 die Kurwürde und große Teile seiner Besitzungen an den Albertiner Moritz abtreten müssen. Dem folgten ab dem 26. Juni 1547 langwierige Assekurationsverhandlungen, in denen ein Ausgleich zwischen den beiden Linien herbeigeführt werden sollte.
Mit dem Naumburger Vertrag trat Kurfürst August die Ämter Altenburg, Ronneburg, Eisenberg, Sachsenburg und Herbesleben (ohne Tennstedt), die Städte Auma, Neustadt, Pößneck und Triptis sowie den Besitz der aufgelösten Klöster Volkenroda und Oldisleben an die Ernestiner ab. Zusätzlich erhielten die Ernestiner 100.000 Gulden. Dafür verzichteten sie auf weitere Ansprüche gegenüber Kurfürst August. Dieser konnte somit seine Herrschaft sichern, da der Übergang der Kurwürde an die Albertiner von einigen Reichsfürsten im Lager der Protestanten und von Teilen der sächsischen Stände als Usurpation und somit als unrechtmäßig angesehen wurde.
Dem ehemaligen ernestinischen Kurfürst Johann Friedrich wurde der Titel „geborener Kurfürst“ zugestanden. Er starb am 3. März 1554, einen Tag nachdem er den Vertrag unterschrieben hatte.
Infolge des Vertrags verbesserten sich die Beziehungen zwischen den beiden Linien des Hauses Wettin. Die latente Opposition der ernestinischen Herzöge gegen die kursächsische Politik konnte aber nicht vollständig überwunden werden.